# Scissurella
Scissurella is een geslacht van weekdieren uit de klasse van de Gastropoda (slakken).

## Soorten
- Scissurella alto Geiger, 2003
- Scissurella apudornata Laws, 1935 †
- Scissurella azorensis Nolt, 2008
- Scissurella bountyensis Powell, 1933
- Scissurella cebuana (Bandel, 1998)
- Scissurella clathrata Strebel, 1908
- Scissurella condita Laws, 1939 †
- Scissurella costata d'Orbigny, 1824
- Scissurella cyprina Cotton & Godfrey, 1938
- Scissurella evaensis Bandel, 1998
- Scissurella georgica Davolos & Moolenbeek, 2005
- Scissurella jucunda E. A. Smith, 1890
- Scissurella kaiserae Geiger, 2006
- Scissurella lobini (Burnay & Rolán, 1990)
- Scissurella lorenzi Geiger, 2006
- Scissurella manawatawhia Powell, 1937
- Scissurella maraisorum Geiger, 2006
- Scissurella mirifica (A. Adams, 1862)
- Scissurella morretesi Montouchet, 1972
- Scissurella obliqua Watson, 1886
- Scissurella ornata May, 1908
- Scissurella petermannensis Lamy, 1910
- Scissurella phenax Geiger, 2012
- Scissurella prendrevillei Powell, 1933
- Scissurella quadrata Geiger & Jansen, 2004
- Scissurella redferni (Rolán, 1996)
- Scissurella regalis Geiger & B. A. Marshall, 2012
- Scissurella reticulata Philippi, 1853
- Scissurella rota Yaron, 1983
- Scissurella skeneoides Geiger, 2012
- Scissurella spinosa Geiger & Jansen, 2004
- Scissurella staminea (A. Adams, 1862)
- Scissurella sudanica Bandel, 1998
- Scissurella supraplicata E. A. Smith, 1875
- Scissurella xandaros Geiger, 2012